# Ole Martin Kolskogen
Ole Martin Kolskogen, né le 20 janvier 2001 à Osøyro en Norvège, est un footballeur norvégien, qui évolue au poste de défenseur central à l'AC Horsens.

## Biographie

### Débuts professionnels
Né à Osøyro en Norvège, Ole Martin Kolskogen commence sa carrière au Os TF (en).
En janvier 2018, il rejoint l'Åsane Fotball. Le transfert est annoncé en décembre 2017. Il est nommé en 2019 pour le prix du Talent de l'année de la ligue.

### SK Brann
Le 21 décembre 2019, Ole Martin Kolskogen s'engage  avec le club du SK Brann et découvre l'Eliteserien, l'élite du football norvégien. Il joue son premier match sous ses nouvelles couleurs le 17 juin 2020, lors de la première journée de la saison 2020 contre le FK Haugesund. Il est titularisé et son équipe s'impose par deux buts à un. Considéré comme un grand espoir à son poste, il s'impose rapidement en équipe première et impressionne pour son jeune âge, s'adaptant rapidement à la première division norvégienne. Son coéquipier Vegard Forren le compare notamment à l'ancien international norvégien Brede Hangeland.

### FK Jerv
Le 31 mars 2022, Ole Martin Kolskogen est prêté jusqu'à la fin de l'année au FK Jerv.

### Aalesunds FK
Le 12 février 2023, Ole Martin Kolskogen quitte définitivement le SK Brann afin de s'engager en faveur de l'Aalesunds FK. Il signe un contrat courant jusqu'en décembre 2025,.

### AC Horsens
Le 8 juillet 2024, Ole Martin Kolskogen rejoint le Danemark afin de s'engager en faveur de l'AC Horsens. Il signe un contrat de deux ans, soit jusqu'en juin 2026.
Il joue son premier match pour Horsens le 21 juillet 2024, lors de la première journée de la saison 2024-2025 de deuxième division danoise, face au FC Fredericia. Il entre en jeu à la place de Mikkel Kallesøe et son équipe est battue par trois buts à un.

### En sélection
Ole Martin Kolskogen est sélectionné avec l'équipe de Norvège des moins de 17 ans pour participer au championnat d'Europe des moins de 17 ans en 2018. Lors de cette compétition organisée en Angleterre, il joue quatre matchs comme titulaire, deux en défense centrale et deux au poste d'arrière gauche. Son équipe est éliminée en quarts de finale par l'Angleterre (0-2 score final).
Avec les moins de 18 ans, il joue six matchs en 2019 dont un en tant que capitaine.